# Ходош, Александр Александрович
Александр Александрович (Шепшель Шепшелевич) Ходош (1896, Бобруйск, Минская губерния — 1951, Москва ) — советский профсоюзный и государственный деятель, участник борьбы за советскую власть в Белоруссии.

## Биография
В 1918 году член Минского подпольного райкома РКП(б). В 1918—1920 годах член минских губкома партии и губернского ВРК, Комитета обороны Минска, один из организаторов 1-го Минского рабочего полка имени Минского совета профсоюзов, исполняющий обязанности заместителя комиссара труда Литовско-Белорусской ССР. С 1921 года председатель Минского губернского совета профсоюзов, с 1924 года — Центрального совета профсоюзов Белоруссии.
В 1921—1924 годах член ЦК КП(б)Б, в 1924–1925 годах член ЦК и Бюро ЦК КП(б)Б. В 1924 году член Временного белорусского бюро ЦК РКП(б) и кандидат в члены его Президиума. Член ЦВК БССР (1920—1925). С 1925 годах на профессиональной работе в РСФСР. В 1931—1937 годах член коллегии и руководитель сектора кадров, начальник управления учебных учреждений Наркомата финансов СССР. В 1939—1947 годах заместитель управляющего делами Наркомата (Министерства) земледелия СССР. С мая 1947 года начальник административно-хозяйственного отдела Главводсельхозяйства Министерства сельского хозяйства СССР.

### Семья
- Жена — Полина Леопольдовна Розовская.
  - Дочь — Инесса Александровна Ходош, историк, библиограф.
  - Сын — Владимир Александрович Ходош, заслуженный изобретатель РСФСР(1970 г.)[1].
- Шурин — Израиль Лепольдович Розовский (1899—1938), директор Сталинской ТЭЦ.